# Friedrich Wanderer
Friedrich Wilhelm Wanderer (* 10. September 1840 in München; † 7. Oktober 1910 ebenda) war ein deutscher Maler, Zeichner, Illustrator und Kunstschriftsteller.

## Leben
Friedrich Wilhelm Wanderer war der Sohn von Georg Wilhelm Wanderer (1803–1863, in den 1830er Jahren bekannter Bildnismaler in Nürnberg). Seine Ausbildung erhielt er bei August von Kreling. Er unternahm anschließend Studienreisen nach Wien, Paris und Italien. Ab 1863 war er Hilfslehrer und ab 1868 Professor für kunstgewerbliches Zeichnen an der Kunstgewerbeschule Nürnberg. Er galt Zeitgenossen nach dem Tod von August von Kreling und Adolf Gnauth als der führende Künstler in Nürnberg.
1888 wurde Wanderer zum Ehrenbürger der Stadt ernannt. Nach Friedrich Wanderer ist die gleichnamige Schule in Nürnberg benannt.

## Werk

### Theoretische Arbeiten
Wanderer war einer der ersten Biographen von Adam Kraft.

### Glasfenster und Gemälde

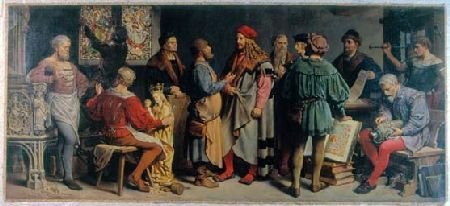
Friedrich Wanderer: „Meister der Dürerzeit“, 1901

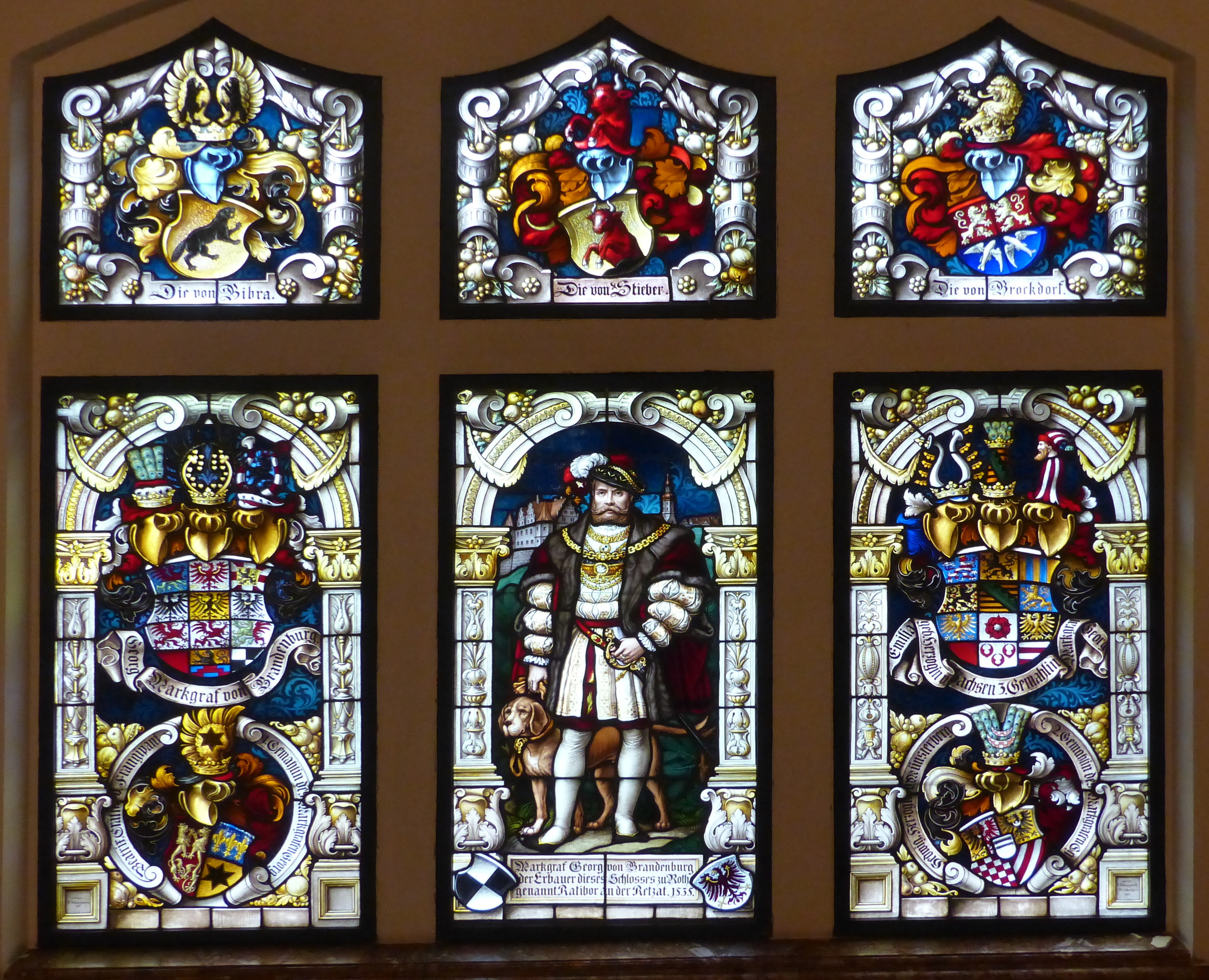
Friedrich Wanderer: Schloss Ratibor: Buntglasfenster, 1896

Ein bevorzugtes Arbeitsgebiet Wanderers waren Glasfenster profaner und sakraler Thematik. Von ihm stammen die Kaiserfenster für die Lorenzkirche (1882 – im Zweiten Weltkrieg zerstört), das Bismarckfenster (1883) und die Hauptereignisse der deutschen Geschichte des 19. Jahrhunderts im Germanischen Nationalmuseum.
Auch die Gemälde im „Schönen Saal“ des Nürnberger Rathauses über das künstlerische und wissenschaftliche Leben des historischen Nürnberg stammen von Wanderer. Bis 1902 schuf er für das Rathaus mehrere großformatige Gemälde bedeutender Männer aus Nürnbergs Vergangenheit. Bekannt ist das Gemälde „Meister der Dürerzeit“ („Altmeister“), das neben der zentralen Figur Albrecht Dürer von links nach rechts die folgenden Personen darstellt: Adam Kraft, Veit Hirsvogel, Veit Stoß, Michael Wolgemut, Peter Vischer, Hans von Kulmbach, Nikolaus Klockendom, Johann Neudörffer, Anton Koberger und einen Mitarbeiter Kobergers. Wanderer sagte: „Ich kann nicht umhin zu erklären, dass ich diese zur Ausführung gedachten Bilder zu den schönsten Aufgaben zähle, welche seit einer Reihe von Jahren von der Stadt mir übertragen wurden.“ (Diese Werke lagern heute großteils im Depot der städtischen Museen.)

### Denkmäler und Brunnen
Auf Entwürfe oder Initiativen Wanderers gehen mehrere Denkmäler und Plastiken im Stadtbild zurück: Von ihm stammt der Entwurf für die Siegessäule am Köpfleinsberg/Adlerstraße (Denkmal für die Gefallenen des Deutsch-Französischen Krieges 1870/71); er hatte einen ausgeschriebenen Wettbewerb für die Neugestaltung des Platzes gewonnen (Grundsteinlegung 1875). Die Sandsteinstatue „Ritter Kreß von Kressenstein“ (1889), Obstmarkt 2 (Rückseite des Fünferplatz-Baus des Rathauses) ist ebenfalls ein Werk Wanderers. (Die sehr historisierende Plastik dokumentiert seine Vorliebe für die Darstellungen im Stil der Spätgotik und Renaissance.)

Neptunbrunnen mit barocker Brunnenschale von Wanderer auf dem Hauptmarkt 1902

Entwürfe Wanderers für Brunnenplastiken sind der Grübel-Brunnen mit einer Bronzestatue Johann Conrad Grübels vor dem Laufer Schlagturm (Innerer Laufer Platz) und das Teufelsbrünnlein (1888) am Nordturm der Lorenzkirche. Im benachbarten Erlangen erschuf er den Paulibrunnen auf dem Schloßplatz. Wanderers Brunnen haben alle einen starken Architekturbezug und sind unmittelbar aus dem städtebaulichen und historischen Kontext der Umgebung erdacht.
Wanderer stieß infolge seiner Vorliebe für Brunnen auch auf den Fall des Nürnberger Neptunbrunnens, der 1797 nach Peterhof bei St. Petersburg (Neptunbrunnen Sankt Petersburg) verkauft worden war. Mit einem vielbeachteten Aufsatz trat er 1881 für die „Rückgewinnung des Verlorenen“ ein und regte als erster einen Nachguss für die Aufstellung in Nürnberg an. (1886 wurden mit Erlaubnis des russischen Zaren Abdrücke von den originalen Figuren in Peterhof genommen, von denen später ein Zweitguss in Bronze gefertigt wurde. Für den am 22. Oktober 1902 auf dem Nürnberger Hauptmarkt aufgestellten Brunnen entstanden der Sockel der Hauptfigur und die Beckenfassung nach Zeichnungen von Friedrich Wanderer, der im Sinne des barocken Originalentwurfs als Stadtbrunnen auf Vorlagen von Kupferstichen von Rößler und Delsenbach (1730) zurückgriff. Der Brunnen wurde 1934 vom Hauptmarkt entfernt, er steht heute – ohne das Wandererbecken – im Stadtpark.)

### Innenraumgestaltung

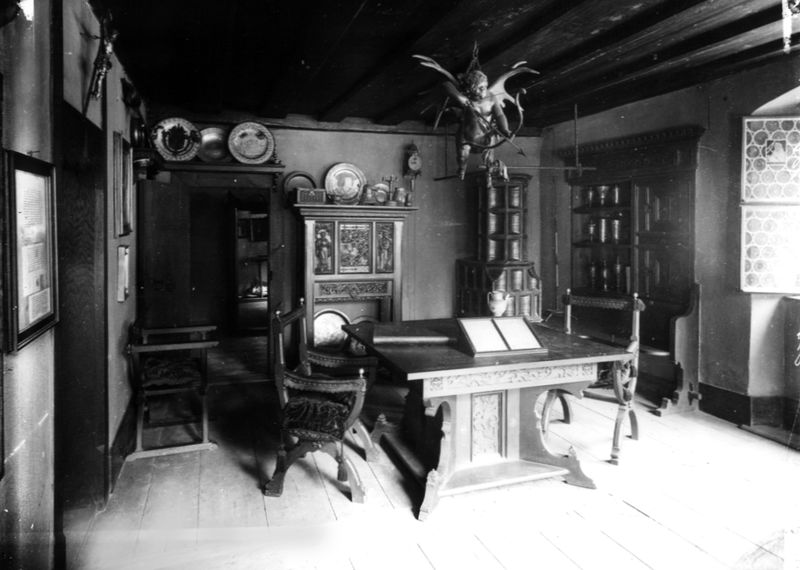
Vorderes der historistischen Zimmer nach Entwurf von W. Wanderer, um 1900

Wanderer arbeitete auch an der Rekonstruktion und Gestaltung von Innenräumen: Er fertigte auf Grundlage von alten Zeichnungen oder Stahl- und Kupferstichen Pläne für Rekonstruktion untergegangener historischer Raumausstattungen. Zu sehen sind im Historischen Rathaussaal noch zwei Lindenholz-Kronleuchter, entworfen nach dem Vorbild des verlorengegangenen großen 96-flammigen Leuchters von Hans Wilhelm Behaim (1615).
1876 bekam Friedrich Wanderer den Auftrag, zwei Räume des Albrecht-Dürer-Hauses – „im Geiste Dürers“ als nachempfundene Wohnräume der Dürerzeit zu konzipieren. Die von ihm bis 1881 geschaffenen Interieurs orientierten sich an Vorlagen auf Dürer-Stichen. Die noch vorhandenen „Wanderer-Zimmer“ zeigen noch heute mittelalterliche Wohnkultur, entsprechend den romantisierenden Vorstellungen der zweiten Hälfte des 19. Jahrhunderts.

## Arbeiten und Entwürfe
- 1882–1884: Glasfenster für das Germanische Nationalmuseum (Treppenhaus im Ostbau)[2], (Ausführung durch Sebastian Eisgruber)[3]
- 1888: Glasbilder für den „Saalbau am Wasserhof“ im Germanischen Museum, (Ausführung durch Sebastian Eisgruber)[4]
- 1888: Glasbilder von Wilhelm I. zu Pferd, (Ausführung durch Sebastian Eisgruber)[5]
- 1892–1894: Glasbilder für das Martin Luthers Sterbehaus in Eisleben, (Ausführung durch Sebastian Eisgruber)[6]

- Illustrationen zu 60 Kinderlieder von G.[eorg] Chr.[istian] Dieffenbach für 2 Singstimmen mit leichter Klavierbegleitung komponiert von Karl August Kern. Op. 36. Mit einem Beitrage von Gr. A. v. G. Neunte Auflage. Mit 24 Illustrationen von Prof. Fr.[iedrich] Wanderer. Wiesbaden, Verlag von C. G. Kunzes Nachfolger (W. Jacoby). 1913. [3. Aufl. 1877 noch 50 Kinderlieder ..., 5. vermehrte Auflage 1891: 60 Kinderlieder ...]
- 1903: Glasfenster mit der Geschichte und Wappen der Familie Wedekind zur Horst im Germanischen Nationalmuseum